# Nancy Dobles
Nancy Georgina Dobles Morales (San José, 12 de noviembre de 1977) es una presentadora, modelo y actriz costarricense. Realizó estudios en Educación Preescolar pero nunca ejerció. Actualmente está divorciada y mantiene una relación sentimental con El Director de Noticias de Canal 7, Ignacio Santos Pasamontes. Trabaja para Teletica como presentadora del programa matutino Buen Día y La Rueda de la Fortuna

## Biografía
Dobles Morales nació en San José, el 12 de noviembre de 1977. En sus inicios ingresa a una academia para estudiar bachillerato por madurez, aunque de no haber estudiado a los 15 años ingresó al mundo del modelaje en la Academia Kathy Selley, tal fue el éxito obtenido que años más tarde trabajó como instructora del centro.
En 1997 decide entrar a participar al concurso Tica Linda, donde fue elegida como primera dama. Pero el concurso que le llevóa la televisión fue el Miss Hawaian Tropic 2000, además de ganar el mismo fue contratada por la televisora costarricense Repretel. En ese año presenta el programa de concursos, A todo dar.   
En el 2003 nace su primer hijo de su matrimonio con Daniel Drew, en el 2004 decide retirarse de las cámaras para pasar más tiempo con él. A finales de ese mismo año recibe una oferta para participar como presentadora de la televisora Teletica y se convierte en animadora del programa El Chinamo.
En marzo del 2009 realiza la portada de SoHo (versión Costa Rica). 
A finales del 2010 es invitada a participar como "famosa" en la tercera temporada de Bailando por un Sueño convirtiéndose en la ganadora, cumpliendo el sueño de una casa hogar de adopción. 
Para 2011 es elegida para participar en la competencia de baile Reto Centroamericano de Baile convirtiéndose en la ganadora de la copa.
En el 2012 se hizo con nuevos proyectos, fue la presentadora del show televisivo Ojo con la Pared.
Desde 2016 se dedica a ser presentadora de la revista matutina  Buen Día, al mismo tiempo que cursa sus estudios de  periodismo en la Universidad San Judas Tadeo.

## Filmografía

### Películas
| Año  | Película                  | Papel             | Notas                  |
| ---- | ------------------------- | ----------------- | ---------------------- |
| 2016 | Trolls                    | Mandy Sparkledust | Voz para Latinoamérica |
| 2017 | Enredados: La Confusión   | Ana               | Protagonista           |
| 2017 | Buscando a Marcos Ramírez | Profesora         | En Producción          |

### Televisión
| Año           | Programa                      | Rol                               |
| ------------- | ----------------------------- | --------------------------------- |
| 2016-presente | Buen Día                      | Presentadora                      |
| 2008-2016     | 7 Estrellas                   | Presentadora                      |
| 2012          | Ojo con la Pared              | Presentadora                      |
| 2007-2013     | El Chinamo                    | Presentadora                      |
| 2011          | Pequeños Gigantes             | Juez de baile                     |
| 2011          | El Chinamito                  | Presentadora                      |
| 2011          | Reto Centroamericano de Baile | Celebridad participante- 1° Lugar |
| 2010          | Bailando por un Sueño 3       | Celebridad participante- 1° Lugar |
| 2007          | Bailando por un Sueño         | Presentadora                      |
| 2005-2008     | En Vivo                       | Presentadora                      |
| 2000-2004     | A Todo Dar                    | Presentadora                      |

### Presentaciones especiales
- Teletón
- Miss Costa Rica
- Toros a la tica
- Festival de la luz
- Quien quiere ser millonario (Costa Rica) (Especial de día de los enamorados) (2013)

### Modelaje
| Certamen             | Sede del concurso | Año  | Título            |
| -------------------- | ----------------- | ---- | ----------------- |
| SoHo Costa Rica      | Costa Rica        | 2009 | Modelo de Portada |
| Miss Hawaiian Tropic | Costa Rica        | 2000 | Primer Lugar      |
| Tica Linda           | Costa Rica        | 1997 | Primera dama      |